# 桜井眞一郎
桜井 眞一郎（さくらい しんいちろう、1929年4月3日 - 2011年1月17日）は日本の自動車技術者。
株式会社エス・アンド・エス エンジニアリング取締役会長。日本自動車殿堂入り、オーテックジャパン初代代表取締役。神奈川県出身。戸籍上の氏名は、櫻井 眞一郎。
旧プリンス自動車工業時代より日産自動車時代に渡るまでスカイラインの開発に携わる。2代目の途中からは開発責任者（主管）として7代目の開発終盤まで長期間携わっていたことから、「GT-Rの生みの親」「ミスタースカイライン」「スカイラインの父」として知られている。
清水建設に勤務していた時代に「日本で初めてバッチャープラントとコンクリートミキサー車（生コン車）を開発した」と伝えられるが、これについては異論も出されている。

## 略歴
1. 以下、参考文献は「出典」欄に示す[4][5][6][1]。それぞれを照らし合わせ、微修正した。一次資料としては荻友会編『「プリンス」荻窪の思い出 - II』を最優先した。
2. 「プリンス自動車工業」という社名は世に2度登場するので、以下では便宜上、（旧）（新）と括弧書きで付記。

- 神奈川県横浜市生まれ

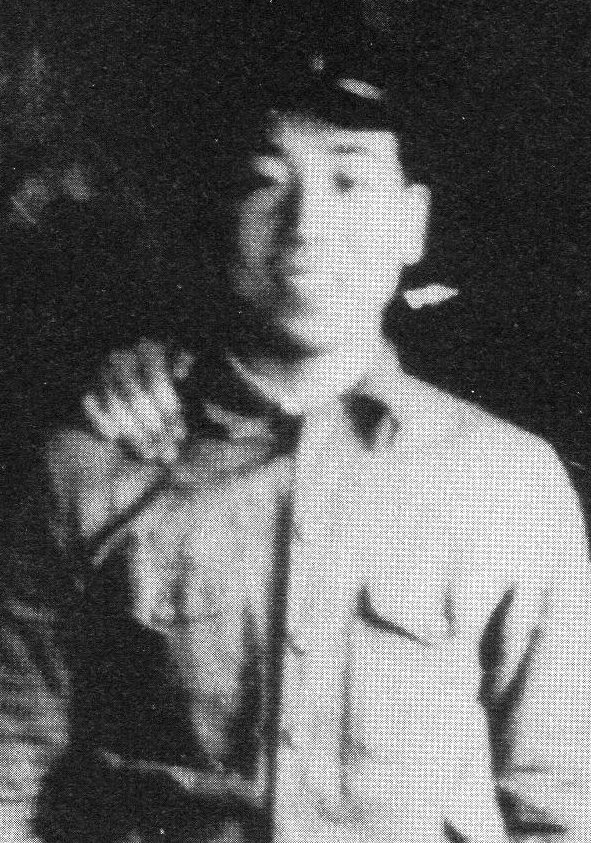
横浜国立大学時代の桜井眞一郎 (19歳)

- 1951年（昭和26年）3月 - 横浜国立大学工学部 機械工学科卒業
- 1951年（昭和26年）4月 - 清水建設 機械部配属
- 1952年（昭和27年）10月 - たま自動車 設計課配属（課長は田中次郎、課長代理は初代スカイライン、初代グロリア、2代目グロリアの開発責任者を務める日村卓也）
- 1952年（昭和27年）11月 -  たま自動車がプリンス自動車工業（旧）と改称

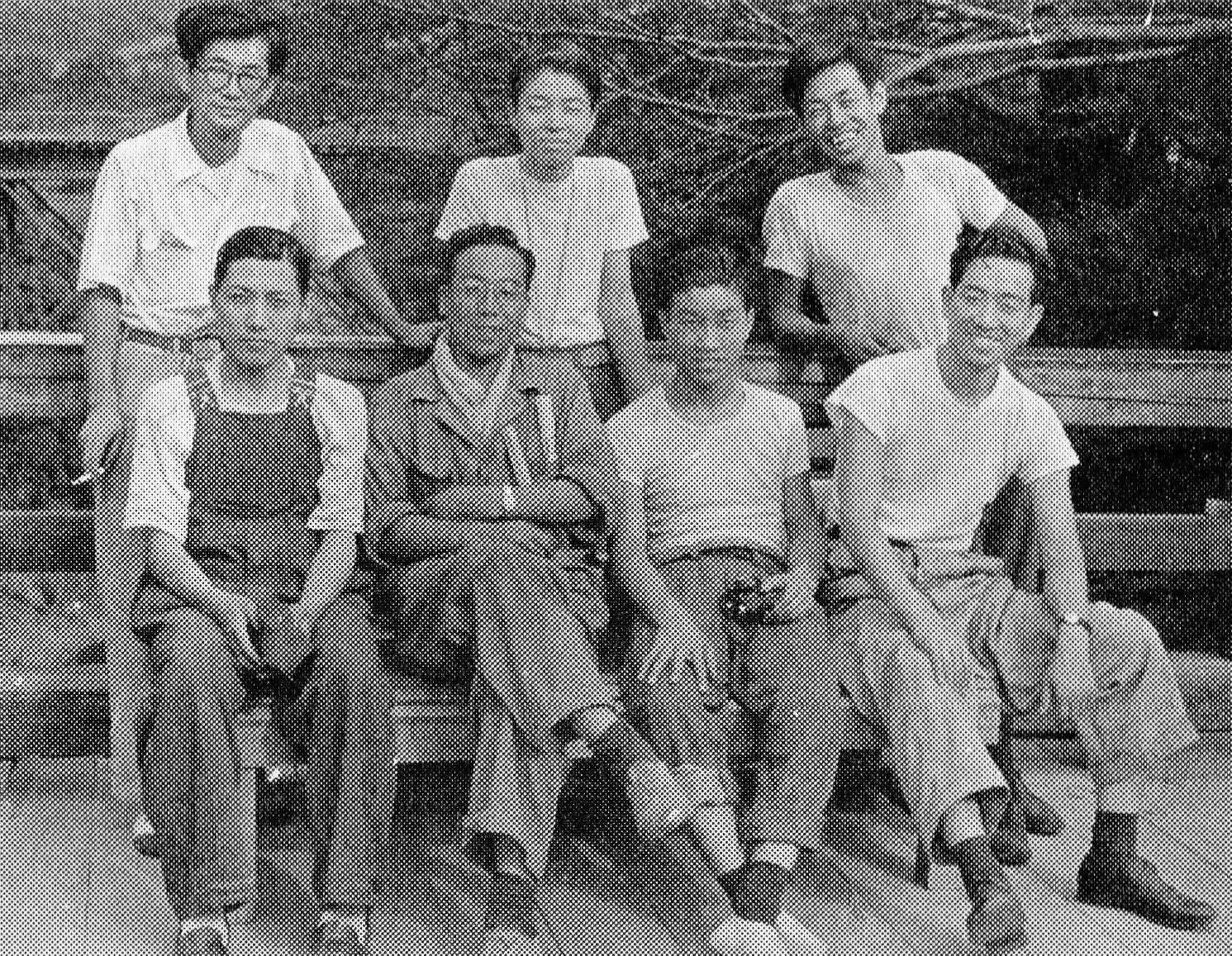
昭和29年（1954年）頃、プリンス自動車工業三鷹工場における桜井眞一郎 (25歳。前列左から二人目)と、上司の設計課長日村卓也（後列左端）

- 1954年（昭和29年）4月 - プリンス自動車工業（旧）、富士精密工業と合併。
  - 富士精密の中川良一が合併会社の設計部長となる
- 1961年（昭和36年）2月 - 富士精密工業、プリンス自動車工業（新）と改称（旧社名に戻す）
- 1963年（昭和38年）9月 - 乗用車部 車両設計一課 課長代理
- 1965年（昭和40年）6月 - 車両技術第一部 車両設計二課 課長代理
- 1966年（昭和41年）8月 - 日産自動車とプリンス自動車工業（新）合併
- 1966年（昭和41年）8月 - 日産自動車プリンス事業部 第一車両技術部 第二車両設計課 課長代理
- 1968年（昭和43年）1月 -  第四設計部 第二車両設計課 課長
- 1970年（昭和45年）1月 - 第四設計部 第八車両設計課 課長
- 1971年（昭和46年）1月 - 第三車両設計部付
- 1974年（昭和49年）2月 - 第三車両設計部 主任車両担当員
- 1976年（昭和51年）2月 - 第三車両設計部 次長
- 1979年（昭和54年）1月 - 商品開発室 主管担当員
- 1980年（昭和55年）1月 - 商品開発室 主管担当員 （部長待遇）
- 1984年（昭和59年）2月 - 商品開発室 車両開発統括部 部長
- 1986年（昭和61年）1月 - 技術車両設計部 部長
- 1986年（昭和61年）10月 - オーテックジャパン 代表取締役社長
- 1989年（平成元年）4月  大阪産業大学 非常勤講師
- 1994年（平成6年）12月 - エス・アンド・エスエンジニアリング代表取締役
- 1995年（平成7年）10月 - 東海大学 非常勤講師
- 2005年（平成17年）5月 - 日本自動車殿堂入り（殿堂者）
- 2006年（平成18年）8月 - エス・アンド・エスエホールディングス 代表取締役
- 2008年（平成20年）10月 - レンツ・エンバイアメンタル・リソーシーズ 取締役会長
- 2010年（平成22年）7月 - エス・アンド・エスエンジニアリング取締役会長
- 2011年（平成23年）1月17日 - 死去

## 来歴・人物

### 清水建設時代まで
1947年3月、神奈川県立厚木中学校（現・神奈川県立厚木高等学校）卒業。1951年に旧制横浜工業専門学校（現・横浜国立大学工学部）を卒業後、自動車メーカーへの就職を希望したが、当時の自動車業界は不況のため新卒者を採用せず、教師の勧めで清水建設を受験することとなった。桜井自身はこの会社に興味があったわけではなく、「受験者ゼロでは翌年以降の求人に関わる、受かるわけないし受験だけでいいから」と言う学校側の事情と、「日当と弁当が出る」という条件につられて受験することになった。
「挑戦的な性格」と自他共に認める桜井は、面接では言いたい放題で「当然受かるわけがない」と気楽だったが、清水建設側は桜井に内定通知を送った。桜井はあわてて学校側に抗議するが、内定拒否などすれば受験者ゼロより悪影響なのは明らかで、学校側は「自動車会社からの求人があったら、真っ先に連絡する」と約束して説得。結局、桜井は清水建設に入社する。
東京駅近くの現場を担当することになった桜井は、その研究熱心な性格と、もともと機械を専攻していた技術力から、自動的にセメントをこねてコンクリートにする機械（バッチャープラント）を発明し、この現場にて使用する。これにより、工期を大幅に短縮した桜井は清水建設の社内での評価を急上昇させる。
続いて担当した現場では、バッチャープラントを設置するスペースがなかった。桜井はアメリカですでに使われていたコンクリートミキサーをトラックのシャシーに載せることを発想し、国内では初めてのコンクリートミキサー車（生コン車）を完成させる（ただし、前述の通り異論あり）。そしてこの現場も、従来の工期より早く完成を迎えることができた。

### たま自動車時代から日産自動車時代まで
1952年（昭和27年）10月、プリンス自動車工業の前身である「たま自動車」の求人情報を学校から聞いた桜井は、清水建設の上司の引止めを振り切って転職。設計課に配属される。たま自動車の面接でも、実質的創業者だった外山保から「なぜ清水建設を辞めてウチのような貧乏会社を志望するのか」と質問され、「私は自動車をやるために志望しました。貧乏会社? 大いに結構」と啖呵を切ったという。
配属後、すぐに、プリンス・セダンのコラムシフトレバーの改良を任せられる。このレバーは折れやすくクレームが多発していた。この設計において上司の日村卓也と対立。強度を上げるために太くするべきという日村に対し、桜井は細くしてしなりを持たせるべきだと主張して改良を施した結果、件のシフトレバーのクレームやトラブルはすぐに解消したというエピソードがある。この櫻井と日村の対立は普通ならば遺恨を残してもおかしくない状況だが、日村は櫻井を叱責しながらも櫻井の主張に耳を傾け、なおかつ「アイツは将来モノになるヤツだ」と語っていたという。櫻井もまた「日村さんは人の話をちゃんと聞いてくれる人物」「尊敬出来る上司」と語っている。
スカイラインには初代から開発に携わり、2代目（S50系型）の途中から開発責任者（主管）となり、3代目（C10型・ハコスカ）、4代目（C110型・ケンメリ）、5代目（C210型・ジャパン）、6代目（R30型・ニューマン）、7代目（R31型・7th=セブンス）と一貫して開発責任者（主管）として指揮を執った。また、スカイラインの広告やカタログ、自動車雑誌にも頻繁に登場し、果ては地方ディーラーでのトークショーなども務めたため、日本の自動車エンジニアとしては高い知名度を得ており、設計の第一線から退いた晩年もスカイライン関係の著書の執筆や講演活動を行っていた。
しかし7代目（R31型・7th=セブンス）の開発終盤段階の1984年（昭和59年）、突然病に倒れて入院することとなった。これを受けて、プリンス自動車時代からの仲間で一番弟子の伊藤修令に開発責任者（主管）を急遽バトンタッチした。
なお、桜井はスカイライン以外に、C230型、C31型ローレルの開発責任者（主管）を務めていたこともあった。また、プロトタイプレーシングカーのR380 - R383シリーズ（1966年 - 1970年）の開発にも携わり、日本グランプリ優勝3回という成績を収めた（プリンス時代1回、日産時代2回）。これらのマシンの試走時には自ら運転することもあった。

### オーテックジャパン時代
1985年に退院した桜井は、長年携わっていたスカイラインの開発責任者（主管）には復職せず、日産の新設部署である技術車両設計部の部長に就任して「パイクカー」の企画開発に携わっていた。1986年10月、日産自動車の特装車部門の開発企画・製造を目的とした関連企業として、日産プリンス自動車販売（1987年に日産自動車販売に統合）の特販推進室の業務を譲り受けて設立されたオーテックジャパンの初代社長に就任する。
大所帯の日産の一員では彼の望み通りの仕事が叶えづらい環境であり、それより子会社でもリーダーとしてその才能を存分に発揮してもらいたいと、桜井の良き理解者でもあった当時の日産自動車社長・久米豊の計らいであったといわれる。ちなみに同様の例は、ほぼ同時期にNISMOの初代社長となった難波靖治においても見られている。
桜井が社長を務めるオーテックジャパンには、前述の伊藤が常務取締役（現在は顧問）に就任し、旧プリンス時代から継承されている日産の企画開発部門・関連各社出身者で構成される、通称「桜井学校」、「桜井ファミリー」と称される数多くの日産の社員が出向・移籍した。同社は意欲的な特装車の開発や、スカイライン、シルビアなどの独自チューン、オーテック・ザガート・ステルビオの開発などで絶えず注目を浴びることになる。

### 晩年
1995年にエス・アンド・エス エンジニアリングを設立し、ボディー補強材やディーゼルエンジンの排出ガス浄化装置等を開発。1997年にはプリンス&スカイラインミュウジアムの館長に就任（後に名誉館長）。2005年には、1960年代のホンダF1チーム監督を務めた中村良夫と共に日本自動車殿堂入りを果たした。
2011年1月17日、心不全のため東京都世田谷区の財団法人 日産厚生会 玉川病院で死去。享年82。

## 設計思想
少年時代に結核を患い、神奈川県高座郡海老名村（現・海老名市）で転地療養生活を送った。この時に自然に親しむ生活を送った経験から、自然の摂理に則り、血の通ったクルマ造りを信条とする。性能向上を優先するあまり実際に運転する人間のことを考えていないとして、ロータス嫌いを公言していたのも、この信条ゆえである。
スカイラインの開発の際は、自らがコンセプトストーリーを描き、それを設計者全員に共有させて取り組んだことで知られる。このストーリーは自動車だけではなく、運転する人間の思想、性格、年齢、職業等も事細かに設定され、R30型（ニューマン）の開発の際には「戦場ヶ原の稲妻」を作成した。なお、桜井の門下生である伊藤修令も、後年R32型スカイラインGT-R開発の際に同様のストーリーを作成して開発に臨んでいる。前述のとおり、桜井はスカイラインの2代目～7代目まで開発に関与したが、同一量販車の開発責任者として、一エンジニアが20年以上起用されることは世界的にも見ても例が無い。
市販車とレーシングカーの開発を同時進行で進めていたプリンス時代の経験もあり、「レーシングカーの技術は市販車のためにあるべきである」との考えに立つ。日産時代には「F1は市販車に還元できる技術が何もない」と発言したこともある。ちなみに日産時代のプロトタイプレーシングカーの開発に関し、惜しみない投資を許可していたのがプリンス時代の上司である中川良一であり「プリンス自動車を残してやれなかった櫻井への報い」と語っていた。
世間では「GT-Rの生みの親」と呼ばれる一方、自分がGT-Rを作ってしまったせいで、後輩エンジニアが速くて勝てるクルマを作ればよいという発想に走らせてしまい、スカイラインという車を速さを競うだけの車にしてしまったという自責の念に駆られていると語ったことがある。現行（R35型）の日産・GT-Rについては「自分が開発したスカイラインとは全く別の車になってしまった。スカイラインの名前を外してくれて良かった」「今のニッサンGT-Rは化け物でありゃGTじゃない」と述べている。
過去、清水建設時代にコンクリートミキサー車を発想して完成させたことから、オーテックジャパン社長就任の際に、パン焼き窯を装備し、車内で焼きたてのパンを販売する自動車の構想を夢として語っている。

## 開発に関わった主な車両

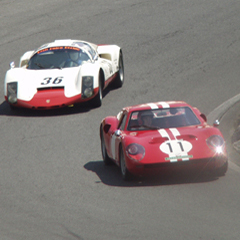
R380（手前）とポルシェ906
第3回日本グランプリのバトル再現

- スカイライン - 初代から開発に関わり、2代目の途中～7代目の発売直前まで開発主管を務めた[1]
- グロリア - 初代から合併前まで開発に関わった
- ローレル（C31型）
- レパード（F30型）
- R380 - 通称「Rサンパーマル」。1型から3型まであるが、1型が第3回日本グランプリ優勝車（11号車砂子義一）。1967年の第4回に2型が、1968年の第5回に3型が参戦しているが、これらは優勝を逃している。1998年に桜井自らの会社エス・アンド・エス エンジニアリングの手によりレプリカが製作された。
- R381 - 通称「Rサンパーイチ」。1968年第5回日本グランプリ優勝車（20号車北野元）。左右に分割され、リアサスペンションに連動してそれぞれが独立して角度が変わるウィングを有し「怪鳥」の異名を持つ。シボレー製のV8エンジンを搭載していた。のちにレストアされ、2005年のニスモフェスティバルにて披露された。
- R382 - 1969年第6回日本グランプリ優勝（21号車黒沢元治）及び2位（20号車北野元）。600馬力超のV型12気筒エンジンを搭載。通称は「Rサンパーニ」。映画「栄光への5000キロ」で、石原裕次郎がドライビングしている。21号車はこの後渡米（理由ははっきりしないがCan-Am参戦とされる）し、北米日産のレース車両倉庫にあるところを発見された。1991年に帰国し2004年にレストアされた。
- R383 - 通称「Rサンパーサン」。1970年の主力マシンとして製作されたが、世情が排ガスによる公害問題や交通戦争など、自動車に対して厳しい目を向けるようになったため、この年の日本グランプリは中止となり、日産も排出ガス規制の対応に追われ、テスト走行すら行うことなく役目を終えた。パワーウェイトレシオが1以下というモンスターマシンである。2006年にレストアを受け、その年のニスモフェスティバルにて走行した。製作から36年目にして初めて走る姿が披露された。
- MID4 - 技術開発用のプロトタイプ車で、1985年に発表された一次試作車の開発主管を務めていた。

## テレビ番組
- 日経スペシャル ガイアの夜明け 未来へはばたけ!ニッポンの技術（2003年10月7日、テレビ東京）[8]。

## 著書・参考文献
- クルマ・ハート・スカG 桜井真一郎が語るクルマの魅力とエンジニア魂 グランプリ出版　1982年1月　※岡崎宏司との共著　ISBN 4-381-00396-9
- スカイラインとともに　神奈川新聞社　2006年4月　ISBN 978-4876453740